# 快ストレス
快ストレス（かいストレス、英語: Eustress、ユーストレス）とは、体に良い効果を示すストレスの総称である。反対は、distress（ディストレス）。

## 概要
快ストレスによる効果は、心理学的・肉体的・生化学的な範囲にまで及ぶとされ、個人に幸福感や前向きな感情を与え、健康状態を向上させる。
ストレスが快ストレスであるか否かは、ストレスの種類そのものによって決まるものではなく、ストレスの受け手である個人の主観に基づくものであり、受け手の置かれている状況や、ストレスの生じるタイミング、受け手の意志などに大きく依存する。ストレスを快ストレスであると受け取る割合は、個人の生活的水準と相関があるとされている。快ストレスはその他のストレスと同様、心身にある程度の負担をかけるものであるが、個人の成長には不可欠である。

## 定義
快ストレスは、個人の抱く理想と個人の置かれる現実との間に大きすぎないギャップが存在するときに発生する。また、このときの達成目標は到達できないほど遠くはないが、現状以上の努力を要するレベルのものとなる。これらの状況下では、人は行動を改善し、ゴールを目指そうというモチベーションを抱くようになる。快ストレスによって、精神的・肉体的に適度なストレスがかかることになり、心身的な健康が促進される。

## 測定
ストレスが快ストレスであるか否かは、個人が抱く希望の感情と能動性指標として測定することが可能とされる。実際の測定には、QOLなどの主観的指標が用いられる。

## 引用
1. ↑  Nelson, Debra L; Simmons, Bret L (2003) (英語). Research in Occupational Stress and Well-being. 3. Bingley: Emerald (MCB UP ). pp. 265–322. doi:10.1016/s1479-3555(03)03007-5. ISBN 9780762310579
2. ↑  Le Fevre, Mark; Kolt, Gregory S.; Matheny, Jonathan (2006-8). “Eustress, distress and their interpretation in primary and secondary occupational stress management interventions: which way first?” (英語). Journal of Managerial Psychology 21 (6):  547–565. doi:10.1108/02683940610684391. ISSN 0268-3946.
3. ↑  O’Sullivan, Geraldine (2011-3). “The Relationship Between Hope, Eustress, Self-Efficacy, and Life Satisfaction Among Undergraduates” (英語). Social Indicators Research 101 (1):  155–172. doi:10.1007/s11205-010-9662-z. ISSN 0303-8300.
4. ↑  Hargrove, Matthew Blake; Nelson, Debra L.; Cooper, Cary L. (2013-1). “Generating eustress by challenging employees” (英語). Organizational Dynamics 42 (1):  61–69. doi:10.1016/j.orgdyn.2012.12.008.